# 呪われた心霊動画XXX
『呪われた心霊動画XXX』（のろわれたしんれいどうがトリプルエックス）は、2016年（平成28年）から続くホラードキュメンタリーオリジナルビデオ・シリーズ。製作は株式会社アムモ98。

## 概要
2015年12月4日にアムモ98から発売されたホラードキュメンタリーオリジナルビデオ『死画像』の後継作品に該当するシリーズで、一般視聴者から投稿されてきた心霊映像とそれに纏わるエピソードを紹介するオカルト・ホラー作品である。監督はそれぞれアムモ98とブロードウェイから発売されている長寿シリーズ『Not Found』と『ほんとにあった! 呪いのビデオ』のスタッフが「Team XXX」という共同名義を用いてチーム体制で務めており、チームの構成メンバーの個人名は公表されていない。
通常、ホラードキュメンタリーには心霊映像が撮影された現地へスタッフが赴き、霊的現象を取材・検証する調査シーンが含まれることが多いが、本シリーズは基本的に調査シーンは無く、投稿映像と投稿者のインタビューシーンのみで構成されている。また、本シリーズはナレーションが使われておらず、視聴者が必要な情報は全てテロップ表示とインタビューにて投稿者が話す内容に含まれる。
本シリーズの最大の特徴として、一巻につき巻末に必ず1本、巻によっては2本以上、強い霊障を引き起こす危険性があるとされる『ほんとにあった！呪いのビデオ』で言うところの所謂「警告系」の映像が収録されている。また、全く関係ない投稿者らからの映像やエピソード同士でも、時には巻数を跨いで何らかの繋がりを示唆する要素が多いのも本作の特徴である。
百物語に倣って100エピソードが区切りとなっており、100エピソードごとにタイトルを一新して新シリーズに移行する。現在までに、『呪われた心霊動画XXX』→『呪われた心霊動画XXX_NEO』→『呪われた心霊動画XXX_ZERO』という様に、新シリーズ毎にタイトルが変わっている。

## シリーズ一覧
| 作品名                      | 発売日          | プロデューサー | 監督（構成・演出・編集） | 音楽・音響効果 |
| --------------------------- | --------------- | -------------- | ------------------------ | -------------- |
| 死画像                      | 2015年012月04日 | 小田奏之       | 『死画像』蒐集調査班     | ボン           |
| 呪われた心霊動画XXX         | 2016年07月08日  | 小田奏之       | Team XXX、向悠一         | ボン           |
| 呪われた心霊動画XXX2        | 2016年08月02日  | 小田奏之       | Team XXX、向悠一         | ボン           |
| 呪われた心霊動画XXX3        | 2016年012月02日 | 小田奏之       | Team XXX、向悠一         | ボン           |
| 呪われた心霊動画XXX4        | 2017年02月03日  | 小田奏之       | Team XXX、向悠一         | ボン           |
| 呪われた心霊動画XXX5        | 2017年04月07日  | 小田奏之       | Team XXX                 | ボン           |
| 呪われた心霊動画XXX6        | 2017年06月02日  | 小田奏之       | Team XXX、向悠一         | ボン           |
| 呪われた心霊動画XXX7        | 2017年08月04日  | 小田奏之       | Team XXX、向悠一         | ボン           |
| 呪われた心霊動画XXX8        | 2017年010月06日 | 小田奏之       | Team XXX、向悠一         | ボン           |
| 呪われた心霊動画XXX9        | 2017年012月08日 | 小田奏之       | Team XXX、向悠一         | ボン           |
| 呪われた心霊動画XXX10       | 2018年02月02日  | 小田奏之       | Team XXX                 | ボン           |
| 呪われた心霊動画XXX11       | 2018年06月08日  | 小田奏之       | Team XXX                 | ボン           |
| 呪われた心霊動画XXX12       | 2018年08月03日  | 小田奏之       | Team XXX                 | ボン           |
| 呪われた心霊動画XXX13       | 2018年010月05日 | 小田奏之       | Team XXX                 | ボン           |
| 呪われた心霊動画XXX14       | 2018年012月07日 | 小田奏之       | Team XXX                 | ボン           |
| 呪われた心霊動画XXX傑作選①  | 2019年01月07日  | 小田奏之       | Team XXX                 | ボン           |
| 呪われた心霊動画XXX15       | 2019年04月05日  | 小田奏之       | Team XXX                 | ボン           |
| 呪われた心霊動画XXX傑作選②  | 2019年05月08日  | 小田奏之       | Team XXX                 | ボン           |
| 呪われた心霊動画XXX16       | 2019年06月07日  | 小田奏之       | Team XXX                 | ボン           |
| 呪われた心霊動画XXX_NEO 01  | 2019年07月05日  | 小田奏之       | Team XXX                 | ボン           |
| 呪われた心霊動画XXX傑作選③  | 2019年08月09日  | 小田奏之       | Team XXX                 | ボン           |
| 呪われた心霊動画XXX_NEO 02  | 2019年010月04日 | 小田奏之       | Team XXX                 | ボン           |
| 呪われた心霊動画XXX傑作選④  | 2019年012月06日 | 小田奏之       | Team XXX                 | ボン           |
| 呪われた心霊動画XXX_NEO 03  | 2020年01月010日 | 小田奏之       | Team XXX                 | ボン           |
| 呪われた心霊動画XXX_NEO 04  | 2020年03月06日  | 小田奏之       | Team XXX                 | ボン           |
| 呪われた心霊動画XXX_NEO 05  | 2020年05月02日  | 小田奏之       | Team XXX                 | ボン           |
| 呪われた心霊動画XXX_NEO 06  | 2020年08月07日  | 小田奏之       | Team XXX                 | ボン           |
| 呪われた心霊動画XXX_NEO 07  | 2020年011月06日 | 小田奏之       | Team XXX                 | ボン           |
| 呪われた心霊動画XXX_NEO 08  | 2021年02月05日  | 小田奏之       | Team XXX                 | ボン           |
| 呪われた心霊動画XXX_NEO 09  | 2021年06月04日  | 小田奏之       | Team XXX                 | ボン           |
| 呪われた心霊動画XXX_NEO 10  | 2021年07月09日  | 小田奏之       | Team XXX                 | ボン           |
| 呪われた心霊動画XXX_NEO 11  | 2021年011月05日 | 小田奏之       | Team XXX                 | ボン           |
| 呪われた心霊動画XXX_NEO 12  | 2022年02月04日  | 小田奏之       | Team XXX                 | ボン           |
| 呪われた心霊動画XXX_NEO 13  | 2022年06月03日  | 小田奏之       | Team XXX                 | ボン           |
| 呪われた心霊動画XXX_NEO 14  | 2022年08月05日  | 小田奏之       | Team XXX                 | ボン           |
| 呪われた心霊動画XXX_NEO 15  | 2022年010月07日 | 小田奏之       | Team XXX                 | ボン           |
| 呪われた心霊動画XXX_NEO 16  | 2023年01月06日  | 小田奏之       | Team XXX                 | ボン           |
| 呪われた心霊動画XXX_NEO 17  | 2023年06月02日  | 小田奏之       | Team XXX                 | ボン           |
| 呪われた心霊動画XXX_NEO 18  | 2023年010月06日 | 小田奏之       | Team XXX                 | ボン           |
| 呪われた心霊動画XXX_NEO 19  | 2024年03月08日  | 小田奏之       | Team XXX                 | ボン           |
| 呪われた心霊動画XXX_NEO 20  | 2024年06月07日  | 小田奏之       | Team XXX                 | ボン           |
| 呪われた心霊動画XXX_ZERO    | 2024年010月04日 | 小田奏之       | Team XXX                 | ボン           |
| 呪われた心霊動画XXX_ZERO 02 | 2025年01月010日 | 小田奏之       | Team XXX                 | ボン           |
| 呪われた心霊動画XXX_ZERO 03 | 2025年04月04日  | 小田奏之       | Team XXX                 | ボン           |
| 呪われた心霊動画XXX_ZERO 04 | 2025年07月04日  | 小田奏之       | Team XXX                 | ボン           |
| 呪われた心霊動画XXX_ZERO 05 | 2025年08月08日  | 小田奏之       | Team XXX                 | ボン           |
| 呪われた心霊動画XXX_ZERO 06 | 2025年011月07日 | 小田奏之       | Team XXX                 | ボン           |

| スタブアイコン | サブスタブ | この項目は、まだ閲覧者の調べものの参照としては役立たない、映画に関連した書きかけの項目です。この項目を加筆・訂正などしてくださる協力者を求めています（P:映画/PJ:映画）。 |